# Деянце
Деянце или Деянци (на сръбски: Дејанце или Dejance) е село в община Търговище, Пчински окръг, Сърбия.

## История
В края на XIX век Деянце е село в Прешевска кааза на Османската империя. Според статистиката на Васил Кънчов („Македония. Етнография и статистика“) от 1900 година Деяни е населявано от 135 жители българи християни. Според патриаршеския митрополит Фирмилиан в 1902 година в Деянце има 30 сръбски патриаршистки къщи. По данни на секретаря на Българската екзархия Димитър Мишев („La Macédoine et sa Population Chrétienne“) в 1905 година в Деянци (Deyantzi) има 240 българи патриаршисти гъркомани.
В 2002 година в селото живеят 56 сърби и 1 друг.

## Население
- 1948- 238
- 1953- 270
- 1961- 200
- 1971- 160
- 1981- 120
- 1991- 75
- 2002- 56